# Zlatý míč 2016
Zlatý míč, cenu pro nejlepšího fotbalistu světa dle mezinárodního panelu sportovních novinářů, získal za rok 2016 portugalský fotbalista ve službách Realu Madrid Cristiano Ronaldo. Zvítězil s rekordním náskokem 429 bodů před vítězem z roku 2009, kterým byl Lionel Messi. Ocenění se v tomto roce navrátilo do původní podoby po pětiletém období, kdy bylo spojeno s cenou Fotbalista roku FIFA v jeden celek nazvaný Zlatý míč FIFA.

## Pořadí
| Pořadí | Hráč                      | Národnost   | Klub              | Body |
| ------ | ------------------------- | ----------- | ----------------- | ---- |
| 1      | Cristiano Ronaldo         | Portugalsko | Real Madrid       | 745  |
| 2      | Lionel Messi              | Argentina   | FC Barcelona      | 316  |
| 3      | Antoine Griezmann         | Francie     | Atletico Madrid   | 198  |
| 4      | Luis Suárez               | Uruguay     | FC Barcelona      | 91   |
| 5      | Neymar                    | Brazílie    | FC Barcelona      | 68   |
| 6      | Gareth Bale               | Wales       | Real Madrid       | 60   |
| 7      | Rijád Mahriz              | Alžírsko    | Leicester City    | 20   |
| 8      | Jamie Vardy               | Anglie      | Leicester City    | 11   |
| 9      | Gianluigi Buffon          | Itálie      | Juventus Turín    | 8    |
| 9      | Pepe                      | Portugalsko | Real Madrid       | 8    |
| 11     | Pierre-Emerick Aubameyang | Gabon       | Borussia Dortmund | 7    |
| 12     | Rui Patrício              | Portugalsko | Sporting Lisabon  | 6    |
| 13     | Zlatan Ibrahimović        | Švédsko     | Manchester United | 5    |
| 14     | Paul Pogba                | Francie     | Manchester United | 4    |
| 14     | Arturo Vidal              | Chile       | Bayern Mnichov    | 4    |
| 16     | Robert Lewandowski        | Polsko      | Bayern Mnichov    | 3    |
| 17     | Toni Kroos                | Německo     | Real Madrid       | 1    |
| 17     | Luka Modrić               | Chorvatsko  | Real Madrid       | 1    |
| 17     | Dimitri Payet             | Francie     | West Ham United   | 1    |
| 20     | Sergio Agüero             | Argentina   | Manchester City   | 0    |
| 20     | Kevin De Bruyne           | Belgie      | Manchester City   | 0    |
| 20     | Paulo Dybala              | Argentina   | Juventus Turín    | 0    |
| 20     | Diego Godín               | Uruguay     | Atletico Madrid   | 0    |
| 20     | Gonzalo Higuaín           | Argentina   | Juventus Turín    | 0    |
| 20     | Andrés Iniesta            | Španělsko   | FC Barcelona      | 0    |
| 20     | Koke                      | Španělsko   | Atletico Madrid   | 0    |
| 20     | Hugo Lloris               | Francie     | Tottenham Hotspur | 0    |
| 20     | Müller                    | Německo     | Bayern Mnichov    | 0    |
| 20     | Manuel Neuer              | Německo     | Bayern Mnichov    | 0    |
| 20     | Sergio Ramos              | Španělsko   | Real Madrid       | 0    |